# Метц, Ник
Николас Джон Метц (англ. Nicholas John Metz; 16 февраля 1914, Уилокс — 24 августа 1990, Реджайна) —— канадский хоккеист, игравший на позиции левого нападающего, четырёхкратный обладатель Кубка Стэнли в составе «Торонто Мейпл Лифс» (1942, 1945, 1947, 1948). Старший брат игрока НХЛ Дона Метца. 

## Биография

### Игровая карьера
На молодёжном уровне в течение двух сезонов играл за «Торонто Сент-Майклс Мэйджорс», откуда по окончании сезона 1934/35 перешёл в клуб НХЛ «Торонто Мейпл Лифс». В сезоне 1934/35 сыграл 18 матчей, в которых заработал 4 очка, сыграв большую часть сезона в фарм-клубе «Мейпл Лифс» «Сиракьюз Старз».
В следующем сезоне стал основным игроком «Мейпл Лифс», в которым сыграл семь сезонов, выиграв в 1942 году Кубок Стэнли. По окончании сезона 1941/42 был призван на военную службу, которую проходил в «Нанаймо Арми», где играл до 1944 года.
После возвращения в «Мейпл Лифс», в котором играл следующие четыре сезона, выиграв в составе команды в 1945, 1947 и 1948 годах три Кубка Стэнли. Завершил карьеру по окончании сезона 1947/48 в возрасте 34 лет.

### Смерть
Скончался 24 августа 1990 года в Реджайне на 77-м году жизни.